# الاتحادية الجزائرية لكرة الطائرة
الاتحادية الجزائرية للكرة الطائرة هو المنظمة التي تدير ممارسة كرة طائرة في الجزائر تأسست في 1962.